# Association des fédérations internationales de sports reconnues par le Comité international olympique

L'ARISF, Association des fédérations internationales de sports reconnues par le Comité international olympique (en anglais, Association of IOC Recognised International Sports Federations), est une fédération sportive internationale défendant les intérêts des principaux sports non inclus au programme des Jeux olympiques. Elle ne regroupe néanmoins que des sports reconnus par le Comité international olympique.

## Membres
En 2019, la fédération compte 42 membres.
| Sport                 | Fédération                                                |
| --------------------- | --------------------------------------------------------- |
| Alpinisme             | Union internationale des associations d'alpinisme (UIAA)  |
| Bandy                 | Federation of International Bandy (FIB)                   |
| Baseball et softball  | World Baseball Softball Confederation (WBSC)              |
| Billard               | World Confederation of Billiard Sports (WCBS)             |
| Bridge                | World Bridge Federation (WBF)                             |
| Bowling               | World Bowling (WB)                                        |
| Course d'orientation  | International Orienteering Federation (IOF)               |
| Cricket               | International Cricket Council (ICC)                       |
| Crosse                | Federation of International Lacrosse (FIL)                |
| Danse sportive        | World DanceSport Federation (WDSF)                        |
| Échecs                | Fédération internationale des échecs (FIDE)               |
| Eisstock              | International Federation Icestocksport (IFI)              |
| Escalade sportive     | International Federation of Sport Climbing (IFSC)         |
| Floorball             | International Floorball Federation (IFF)                  |
| Football américain    | International Federation of American Football (IFAF)      |
| Frisbee               | World Flying Disc Federation (WFDF)                       |
| Jeu de boules         | World Petanque Boules Federation (WPBF)                   |
| Karaté                | World Karate Federation (WKF)                             |
| Kickboxing            | World Association of Kickboxing Organizations (WAKO)      |
| Korfbal               | International Korfball Federation (IKF)                   |
| Motonautisme          | Union Internationale Motonautique (UIM)                   |
| Muay-thaï             | International Federation of Muaythai Amateur (IFMA)       |
| Netball               | International Netball Federation (INF)                    |
| Pelote basque         | Federación Internacional de Pelota Vasca (FIPV)           |
| Polo                  | Federation of International Polo (FIP)                    |
| Pom-pom girl          | International Cheer Union (ICU)                           |
| Racquetball           | International Racquetball Federation (IRF)                |
| Roller et Skateboard  | World Skate (ICC)                                         |
| Sambo                 | Fédération internationale de sambo (FIAS)                 |
| Sauvetage sportif     | International Life Saving Federation (ILSF)               |
| Ski nautique          | International Waterski & Wakeboard Federation (IWWF)      |
| Ski de montagne       | International Ski Mountaineering Federation (ISMF)        |
| Sport aérien          | Fédération aéronautique internationale (FAI)              |
| Sport automobile      | Fédération internationale de l'automobile (FIA)           |
| Sport motocycliste    | Fédération internationale de motocyclisme (FIM)           |
| Sports sous-marins    | Confédération mondiale des activités subaquatiques (CMAS) |
| Sports universitaires | Fédération internationale du sport universitaire (FISU)   |
| Squash                | World Squash Federation (WSF)                             |
| Sumo                  | International Sumo Federation (IFS)                       |
| Surf                  | International Surfing Association (ISA)                   |
| Tir à la corde        | Tug of War International Federation (TWIF)                |
| Wushu                 | International Wushu Federation (IWUF)                     |